# FIFA 16
FIFA 16 est un jeu vidéo de football développé par EA Canada et édité par Electronic Arts, sorti en septembre 2015 sur PC, PlayStation 3, PlayStation 4, Xbox 360, Xbox One,Android et iOS. C'est le 22e jeu de la franchise FIFA Football et le successeur de FIFA 15.

## Système de jeu

### Nouveautés
La grande nouveauté attendue par les joueurs est une amélioration du système défensif. Dans le précédent opus, la vitesse des joueurs était beaucoup critiquée par les utilisateurs : en effet, un attaquant pouvait parcourir le milieu de terrain jusqu'à la surface de réparation sans être vraiment inquiété par les défenseurs. Les tirs de loin sont plus difficiles à réaliser et les gardiens ont été améliorés. Ainsi le jeu est annoncé plus lent par les développeurs : les actions offensives sont plus difficiles à construire et les défenseurs sont dotés d'une intelligence artificielle, ce qui permet notamment de lire plus facilement les courses des attaquants. De nouveaux dribbles « sans contact » sont également ajoutés.

### Équipes nationales féminines
Pour la première fois, le jeu FIFA propose douze équipes nationales féminines, l'Allemagne, l'Angleterre, l'Australie, le Brésil, le Canada, la Chine, l'Espagne, les États-Unis, la France, l'Italie, le Mexique et la Suède. FIFA 16 est donc la première licence officielle à comporter du football féminin.

### FUT Draft
Ultimate Team, le mode qui permet de collectionner des cartes virtuelles de joueurs afin de constituer sa propre équipe, accueille une nouvelle option, fondée sur le hasard : FUT Draft, disponible aussi bien en ligne qu'en solo. Cette nouvelle compétition en quatre tours consiste à créer, pour chaque match, une équipe avec des joueurs aléatoires. En effet, pour chacun des onze postes, le joueur sélectionne un footballeur parmi les cinq proposés. En revanche, ce mode de jeu est payant : le joueur doit débourser 15 000 crédits, c'est-à-dire 300 points FIFA, ou un jeton Draft pour y participer. Plus le joueur avance dans la compétition, plus les récompenses sont importantes, crédits de matchs et packs de récompenses à la clef.

## Jaquettes
Le joueur du FC Barcelone, Lionel Messi, figure sur la jaquette du jeu dans toutes les versions. Il est accompagné par une personnalité différente selon les pays de distribution du jeu.
Un vote, effectué entre le 16 juin et le 5 juillet 2015, consacre ainsi le joueur qui l'accompagne pour chaque version. Ainsi, en France, il s'agit d'Antoine Griezmann, joueur de l'Atlético de Madrid. Les Anglais élisent le milieu de terrain de Liverpool Jordan Henderson. Juan Cuadrado, joueur colombien de Chelsea, est pour sa part élu par les internautes sud-américains. La version mexicaine du jeu accueille quant à elle l'attaquant de Guadalajara Marco Fabián. Les Suisses choisissent de leur côté de mettre en avant le gardien Yann Sommer.
Enfin, pour la toute première fois de la série, des femmes sont présentes sur trois jaquettes du jeu, les versions américaine, canadienne et australienne faisant respectivement figurer Alex Morgan, Christine Sinclair et Steph Catley.

## Bande-son
Les commentateurs de la version francophone sont Hervé Mathoux et Franck Sauzée. Il s'agit du dernier jeu de la franchise FIFA Football où Franck Sauzée est aux commentaires car Pierre Ménès le remplace à partir de FIFA 17.